# Saint-Méard
Saint-Méard, auf Okzitanisch „Sent Mèrd“, ist eine Gemeinde in Frankreich. Sie gehört zur Region Nouvelle-Aquitaine, zum Département Haute-Vienne, zum Arrondissement Limoges und zum Kanton Eymoutiers. Die Nachbargemeinden sind Saint-Bonnet-Briance im Nordwesten, Linards im Norden, Châteauneuf-la-Forêt im Nordosten, La Croisille-sur-Briance im Südosten, Saint-Vitte-sur-Briance im Süden und Glanges im Westen.

## Geschichte
Der vormalige lateinische Name der Ortschaft war um das Jahr 1090 „Sancti Médardi“. Daraus wurde „Saint-Médard“. Seit ungefähr 1700 trägt die Siedlung ihren heutigen Namen.

### Bevölkerungsentwicklung

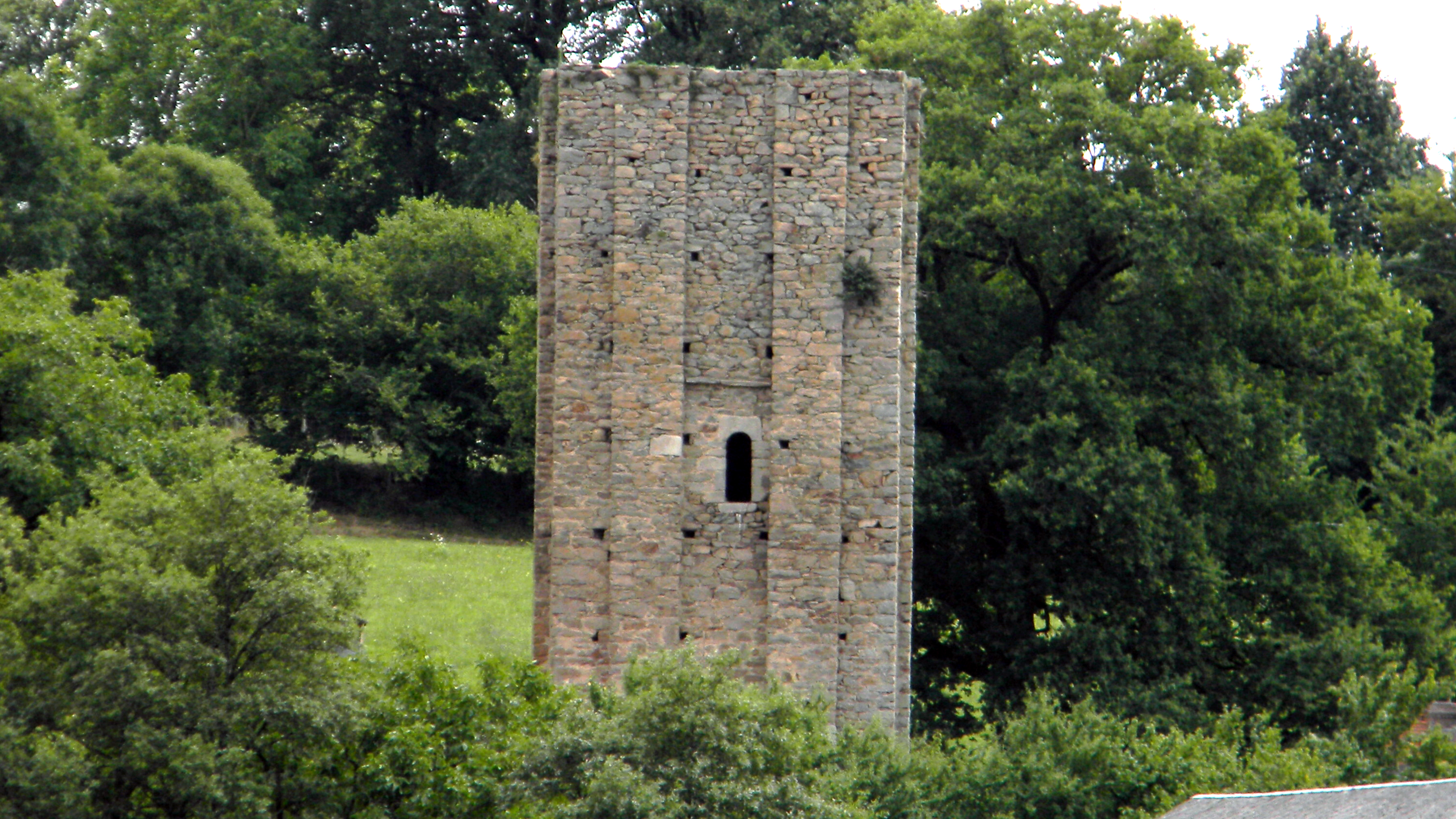
Der Donjon „La Tour d’Échizadour“

| Jahr      | 1962 | 1968 | 1975 | 1982 | 1990 | 1999 | 2006 | 2013 |
| --------- | ---- | ---- | ---- | ---- | ---- | ---- | ---- | ---- |
| Einwohner | 642  | 610  | 549  | 435  | 367  | 330  | 372  | 387  |

## Gemeindepartnerschaft
Mit Costești-Vâlsan im rumänischen Kreis Argeș besteht eine Gemeindepartnerschaft.

## Persönlichkeiten
- Florent Dumontet de Cardaillac (1749–1794), seliggesprochener Priester und Märtyrer